# Rhynchonycteris naso

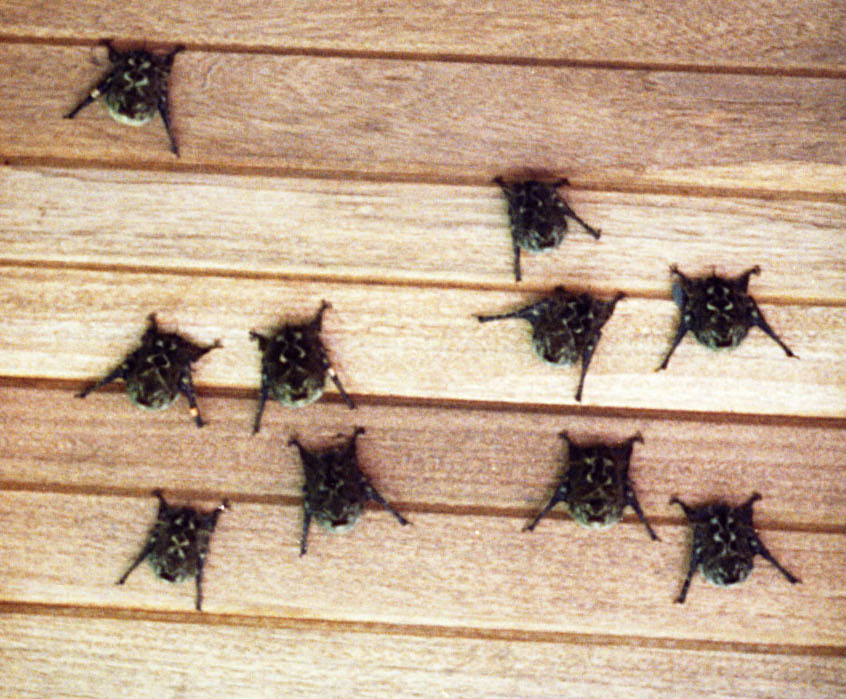

Rhynchonycteris naso — монотипний вид мішкокрилих кажанів родини Emballonuridae.

## Поширення
Країни поширення: Беліз, Болівія, Бразилія, Колумбія, Коста-Рика, Еквадор, Сальвадор, Французька Гвіана, Гватемала, Гаяна, Гондурас, Мексика, Нікарагуа, Панама, Перу, Суринам, Тринідад і Тобаго, Венесуела. Він широко поширений на низьких висотах, як правило, нижче 500 м, але, взагалі, до 1500 м над рівнем моря. Загалом зустрічається в лісах уздовж водних шляхів. У Мексиці вони були помічені у вторинних лісах, полях і луках.  

## Морфологія
Голова і тіло довжиною 37—43 мм, хвіст довжиною ~ 12 мм, передпліччя  довжиною 35—41 мм, вага дорослих 2.1—4.3 гр. Має білі кінчики волосків і шоколадно-коричневе підшерстя.  

## Поведінка
Спочиває невеликими колоніями від 3 до 45 (в середньому 5—11) особин на стовбурах дерев, у дуплах дерев чи у скельних печерах. Кожна колонія використовує від 3 до 6 місць спочинку. Ці кажани повітряні комахоїдні, харчуються низько над водою. 

## Загрози та охорона
Немає серйозних загроз для цього виду. Цей вид зустрічається в охоронних районах.